# François Chicoyneau (1702-1740)
Pour les articles homonymes, voir François Chicoyneau et Chicoyneau.
François Chicoyneau, né à Montpellier le 1er juin 1702 et mort dans la même ville le 21 juin 1740, est un médecin et botaniste français.

## Biographie
François Chicoyneau naît à Montpellier en 1702. Il est fils du médecin François Chicoyneau et de sa première épouse Catherine Fournier,.
Son père est son premier maître. Puis son grand-père maternel Pierre Chirac lui enseigne à Paris les principes de la médecine. Du Verney et Winslow lui apprennent l'anatomie et Vaillant la botanique. Doué, il progresse vite.[réf. nécessaire]
Il remplit avec succès sa fonction d'intendant du jardin des plantes de Montpellier[réf. nécessaire], le plus ancien du royaume, qu'il  renouvelle entièrement et en peu de temps. Passionné de botanique, il possède en ce domaine des connaissances étendues.[réf. nécessaire]
Il occupe, comme cinquième membre de sa famille, la charge de professeur et chancelier de la Faculté de médecine de Montpellier. Il enseigne au cours public d'anatomie,[réf. nécessaire] et a pour élève Antoine de Jussieu.
Il est premier médecin du roi.
Membre de l'Académie de Montpellier, il produit deux mémoires : l'un sur l'Irritabilité des étamines de certaines plantes, l'autre sur les Mouvements particuliers que présentent les fleurs des chicoracées. Il s'y montre observateur exact et écrivain élégant.[réf. nécessaire]
À la demande de son père, il occupe également la charge de conseiller à la cour des aides. De ce fait, il pratique le droit avec aisance, bien qu'avec moins de goût que pour la médecine.[réf. nécessaire]
En 1736, il épouse Marie Rouzier de Saint-Esteve, fille d'un conseiller à la cour des comptes, aides et finances de Montpellier.
Il meurt à Montpellier en 1740, âgé de 38 ans. Pour lui succéder, Louis XV choisit son fils, âgé de deux ans.[réf. nécessaire]